# نوئل نیل
نوئل نیل (انگلیسی: Noel Neill؛ زادهٔ ۲۵ نوامبر ۱۹۲۰ – درگذشتهٔ ۳ ژوئیهٔ ۲۰۱۶) هنرپیشه اهل ایالات متحده آمریکا بود. وی از سال ۱۹۴۰ میلادی تا ۲۰۱۶ مشغول فعالیت بود.